# 552nd U.S. Army Artillery Group
Die 552nd US Army Artillery Group war ein Verband der Streitkräfte der Vereinigten Staaten. Er wurde im August 1943 in Fort Bragg, North Carolina, als Bataillon aufgestellt.
Die 552nd U.S. Army Artillery Group wurde in Fort Sill, Oklahoma, im Oktober 1959 aktiviert. Im März 1960 erfolgte die Stationierung in Lüdenscheid. Nachdem die SASCOM im April 1960 aufgestellt wurde, wurde die 552ste für den Betrieb von Sondermunitionslagern in Westdeutschland und den Niederlanden verantwortlich. Sie unterstand später der 59th Ordnance Brigade.
Der Verband wurde im August 1963 in die Mühlenberg-Kaserne in Sögel verlegt, um das Sondermunitionslager Lahn zu betreiben. 
Der U.S. Army Artillery Group unterstanden folgende U.S. Army Field Artillery Detachments, kurz USAFAD, Anfang der 1980er Jahre:
| US-Einheit  | Partner                     | Ort             | Kaserne                | Waffenlager                           |
| ----------- | --------------------------- | --------------- | ---------------------- | ------------------------------------- |
| 1st USAFAD  | I. Korps, RakArtBtl 150     | Wesel, D        | Schill-Kaserne         | Sondermunitionslager Wesel-Diersfordt |
| 5th USAFAD  | 11. Panzergrenadierdivision | Dünsen          |                        | Sondermunitionslager Dünsen           |
| 8th USAFAD  | 129e Afvda                  | Havelte, NL     |                        | Sondermunitionslager Havelterberg     |
| 13th USAFAD | 6. Panzergrenadierdivision  | Kellinghusen, D | Liliencron-Kaserne     | Sondermunitionslager Kellinghusen     |
| 23rd USAFAD | 19e Afvda                   | ’t Harde, NL    | Tonnet Kazerne         | Sondermunitionslager Doornspijk       |
| 25th USAFAD | 3. Panzerdivision           | Barme, D        | Niedersachsen-Kaserne  | Sondermunitionslager Diensthop        |
| 32nd USAFAD | 1. Panzerdivision           | Nienburg, D     | Clausewitz-Kaserne     | Sondermunitionslager Liebenau         |
| 81st USAFAD | 7. Panzerdivision           | Dülmen, D       | Barbara-Kaserne Dülmen | Sondermunitionslager Dülmen-Visbeck   |

Der Verband wurde nach Ende des Kalten Krieges im Juni 1992 deaktiviert.